# میا جالکرود
میا جالکرود (انگلیسی: Mia Jalkerud؛ زادهٔ ۵ نوامبر ۱۹۸۹) بازیکن فوتبال اهل سوئد است.
از باشگاه‌هایی که در آن بازی کرده‌است می‌توان به دیوری گردن اشاره کرد.